# Шанжё, Жан-Пьер
Жан-Пьер Шанжё (фр. Jean-Pierre Changeux; род. 6 апреля 1936, Домон, Франция) — французский нейробиолог. Труды посвящены работе нервной системы человека на различных уровнях - от молекулы до мозга.
Является членом и иностранным членом следующих академий:
- 1974 — Леопольдина[1]
- 1983 — Национальная академия наук США[2]
- 1985 — Шведская королевская академия наук[3]
- 1988 — Французская академия наук[4]
- 1994 — Американская академия искусств и наук[5]
- 2004 — Венгерская академия наук[6]
- Европейская академия[7]
- EMBO

## Награды и отличия
- 1978 — Международная премия Гайрднера
- 1982 — Richard Lounsbery Award[англ.]
- 1982 — Премия Вольфа по медицине
- 1992 — Золотая медаль Национального центра научных исследований
- 1993 — Louis-Jeantet Prize for Medicine[англ.]
- 1994 — Медаль Ханса Кребса[англ.]
- 1995 — Медаль Макса Дельбрюка[нем.]
- 2001 — Премия Бальцана[8]
- 2004 — Премия Томаса Льюиса[англ.]
- 2007 — Премия НАН США в области нейронаук[англ.]
- 2008 — Neuronal Plasticity Prize[нем.]
- 2010 — Pasarow Award[англ.]
- 2011 — Pharmacology Krebs Lecture, Вашингтонский университет
- 2018 — Премия Альберта Эйнштейна

Почётный доктор наук University of Bath (1997).